# Virginia Popa
Virginia Popa (Mediaș, 11 aprile 1962) è un'ex cestista rumena.

## Carriera
Con la Romania ha disputato due edizioni dei Campionati europei (1981, 1983).